# Karam II
Karam II  est un village de l'arrondissement de Gobo, dans le département du Mayo-Danay, au Cameroun.

## Géographie

### Situation
Karam II est un village du Cameroun situé dans la région de l'Extrême-Nord, à proximité de la frontière avec le Tchad. Ce village est limité au nord par le village Baykissia, à l’est par Dobona, au sud par Bayga et à l’ouest par le fleuve Logone. Il fait partie du canton de Bougoudoum, l'un des deux cantons de l'arrondissement de Gobo.

### Démographie
Lors du recensement de 2005, Karam II comptait 1 506 habitants dont 932 hommes (43 %) et 863 femmes (57 %). La population de Karam II représente 5,65 % de la population de la commune de Gobo.